# 71フラグメンツ
『71フラグメンツ』（独: 71 Fragmente einer Chronologie des Zufalls、英: 71 Fragments of a Chronology of Chance）は、1994年に制作されたミヒャエル・ハネケの劇場映画第3作。
シカゴ国際映画祭ゴールデン・ヒューゴー賞、シッチェス・カタロニア国際映画祭作品賞、脚本賞、批評家連盟賞受賞。

## キャスト
- ガブリエル・コスミン・ウルデス：マリアン
- ルーカス・ミコ：マックス

## ストーリー
93年12月23日。クリスマス目前のこの日、ウィーン市内の銀行で19歳の大学生マキシミリアン･Bが突如銃を乱射し、3人が死亡、マクシミリアン自身も自殺した。映画はこの事件に至るまでの何日かの加害者と居合わせた人々の内数人の姿を断片的に追っていく。
･･････93年10月12日。深夜、一人の少年がオーストリア国内に入り込んだ。トラックに隠れ、高速を経由して明け方にはウィーン市内に入り込んだ。同じ深夜、一人の青年が倉庫に忍び込み、十数丁の拳銃を盗み出していた。
朝、亡命者の少年がゴミ箱の残飯を漁っている頃、銀行の警備員が起き出し、大学寮ではとある学生が、パズルの賭に負けていた。
ある夫婦が児童保護施設を訪ね、アンニという少女に目をつけた。最初、アンニは夫婦の手土産である子供服に見向きもしなかったが、別の少女が興味を示すと、奪い取ってその場をかけ去った。
警備員が現金を運んでいる頃、窓口には年金を受け取る老人が押し寄せていた。その中の一人が娘である係員の応対を受ける。近況を話す老人に対し、娘はあくまで事務的に接し、素気なく追い返した。
亡命者の少年が書店で万引きを行う一方、年金を受け取った老人は一人孤独に夜を過ごし、学生は卓球のトレーニングに追われている
････････････
･･････次は93年10月26日･･････
･･････93年10月30日･･････
･･････93年11月17日･･････
そして事件の当日、93年12月23日･･･････